# كانيان
كانيان هي قرية في مقاطعة سلماس، إيران. عدد سكان هذه القرية هو 1,151 في سنة 2006.